# Keräsensaari (ö, lat 64,95, long 28,62)
Keräsensaari är en ö i Finland. Den ligger i sjön Pesiöjärvi och i kommunen Suomussalmi i den ekonomiska regionen  Kehys-Kainuu  och landskapet Kajanaland, i den centrala delen av landet, 600 km norr om huvudstaden Helsingfors. Öns area är 6,2 hektar och dess största längd är 0,8 kilometer i öst-västlig riktning.